# Вікторіанська архітектура

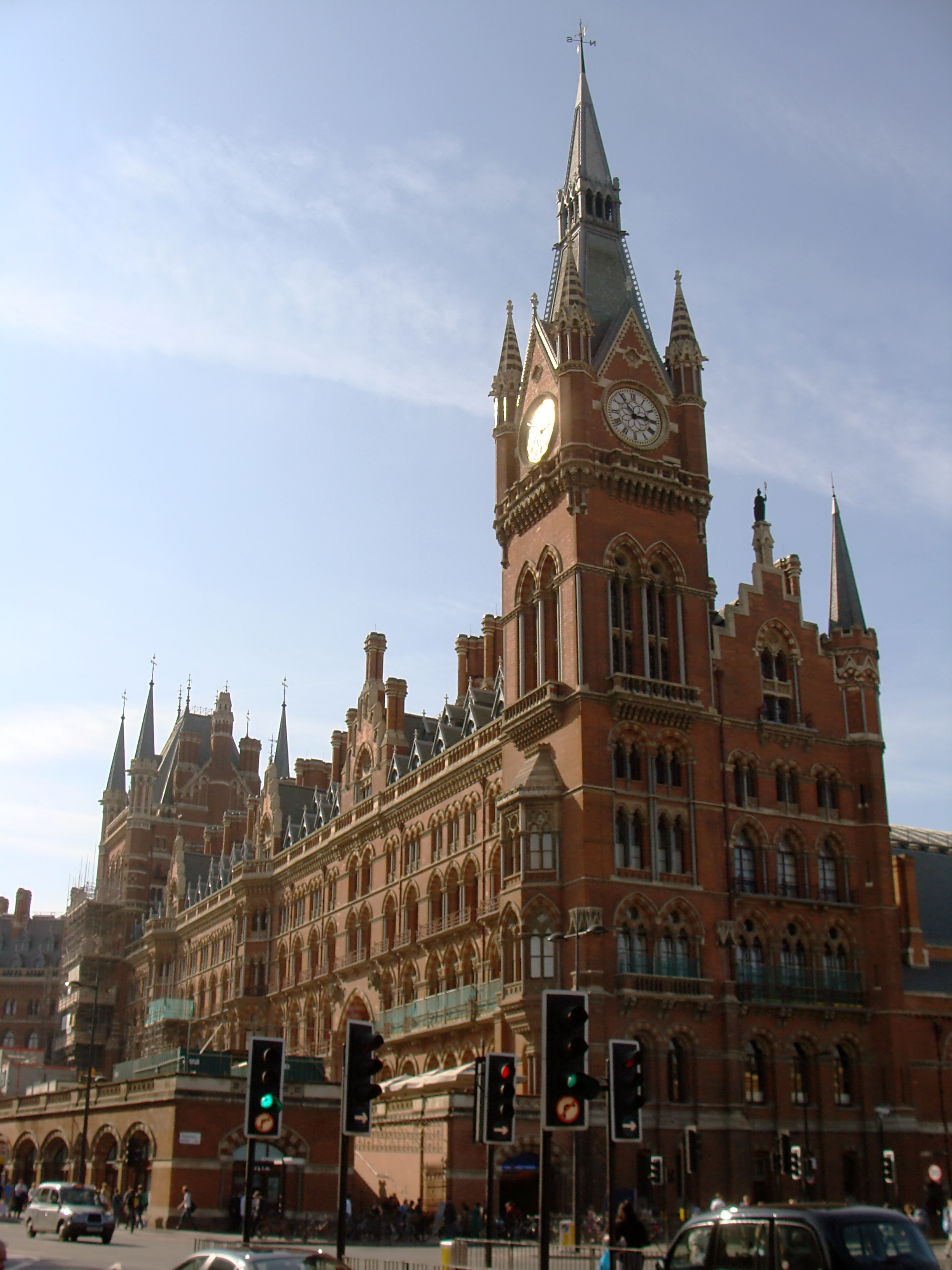
Сент-Панкрас (вокзал)

Вікторіанська архітектура (англ. Victorian architecture) — загальний термін, який вживають в англомовних країнах для позначення всього різноманіття різновидів історизму, поширених у вікторіанську епоху (з 1837 по 1901 роки). Основним напрямом цього періоду в Британській імперії була неоготика; цілі квартали в цьому стилі збереглися практично в усіх колишніх британських колоніях. Для Британської Індії також є характерним індо-сарацинський стиль (вільне поєднання неоготики з національними елементами).

## Галерея

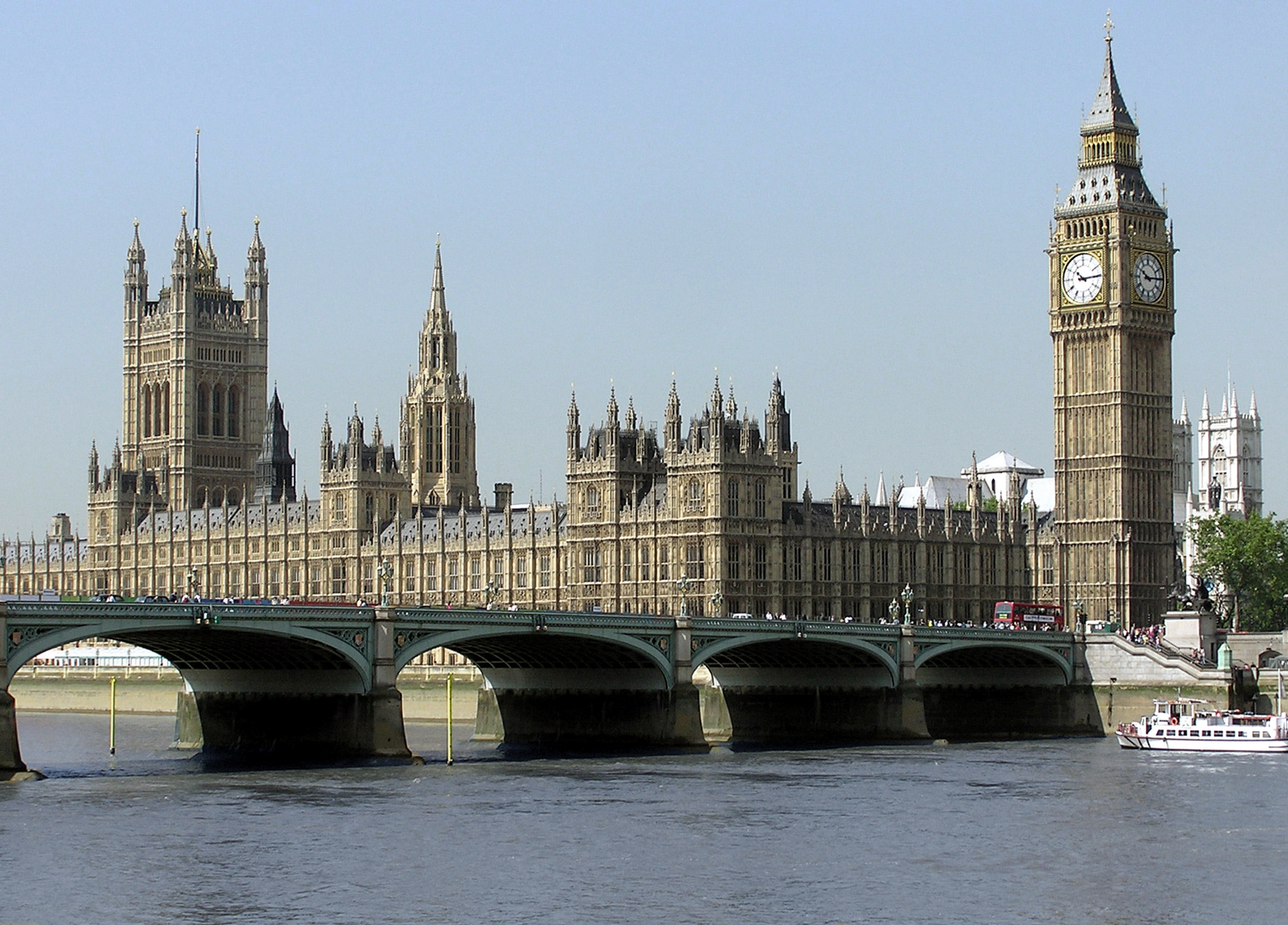
Вестмінстерський палац, неоготика, завершений в 1870 році
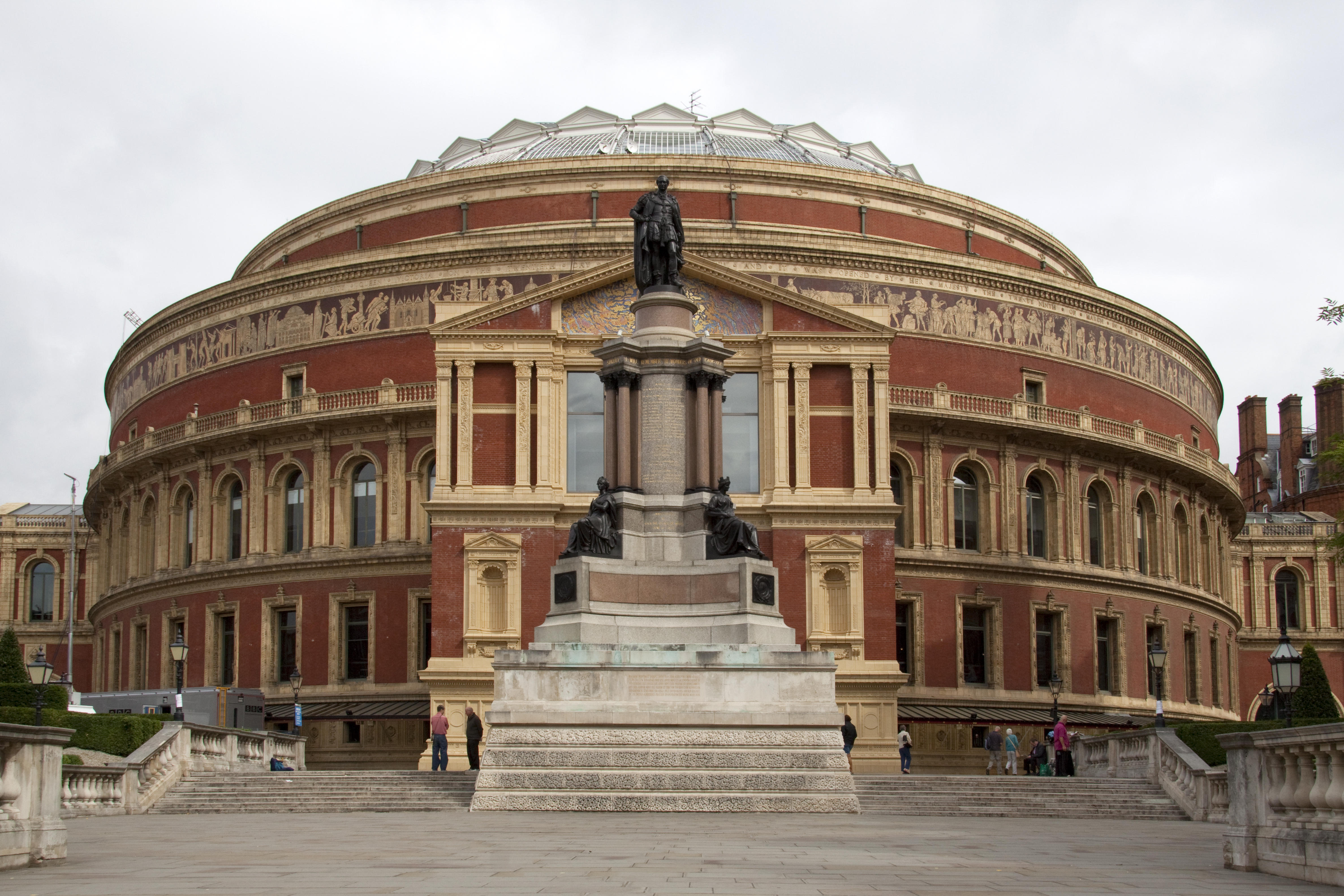
Королівський Альберт Холл, Лондон
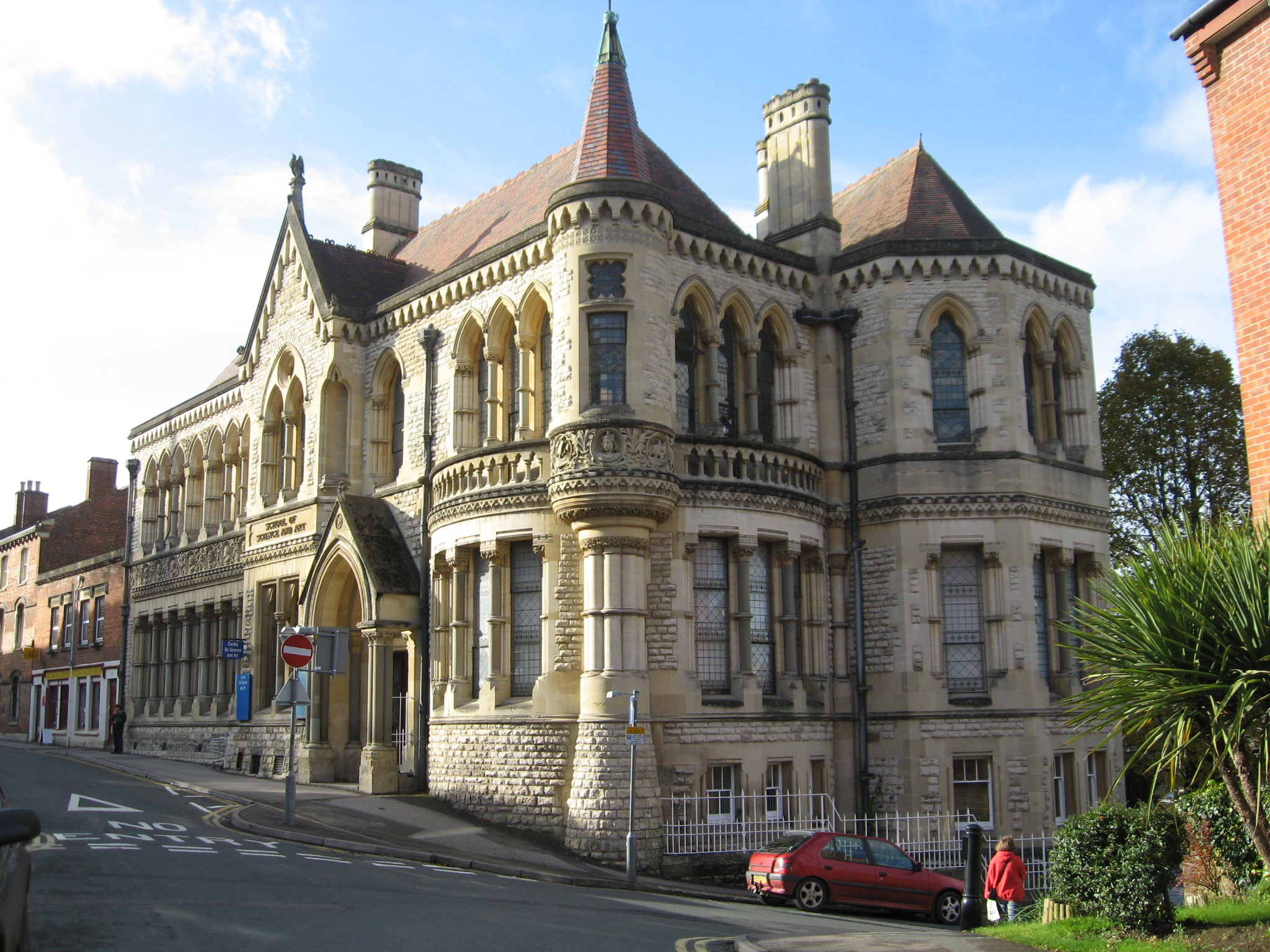
Вікторіанська школа мистецтв і наук в Страуді, Глостершир
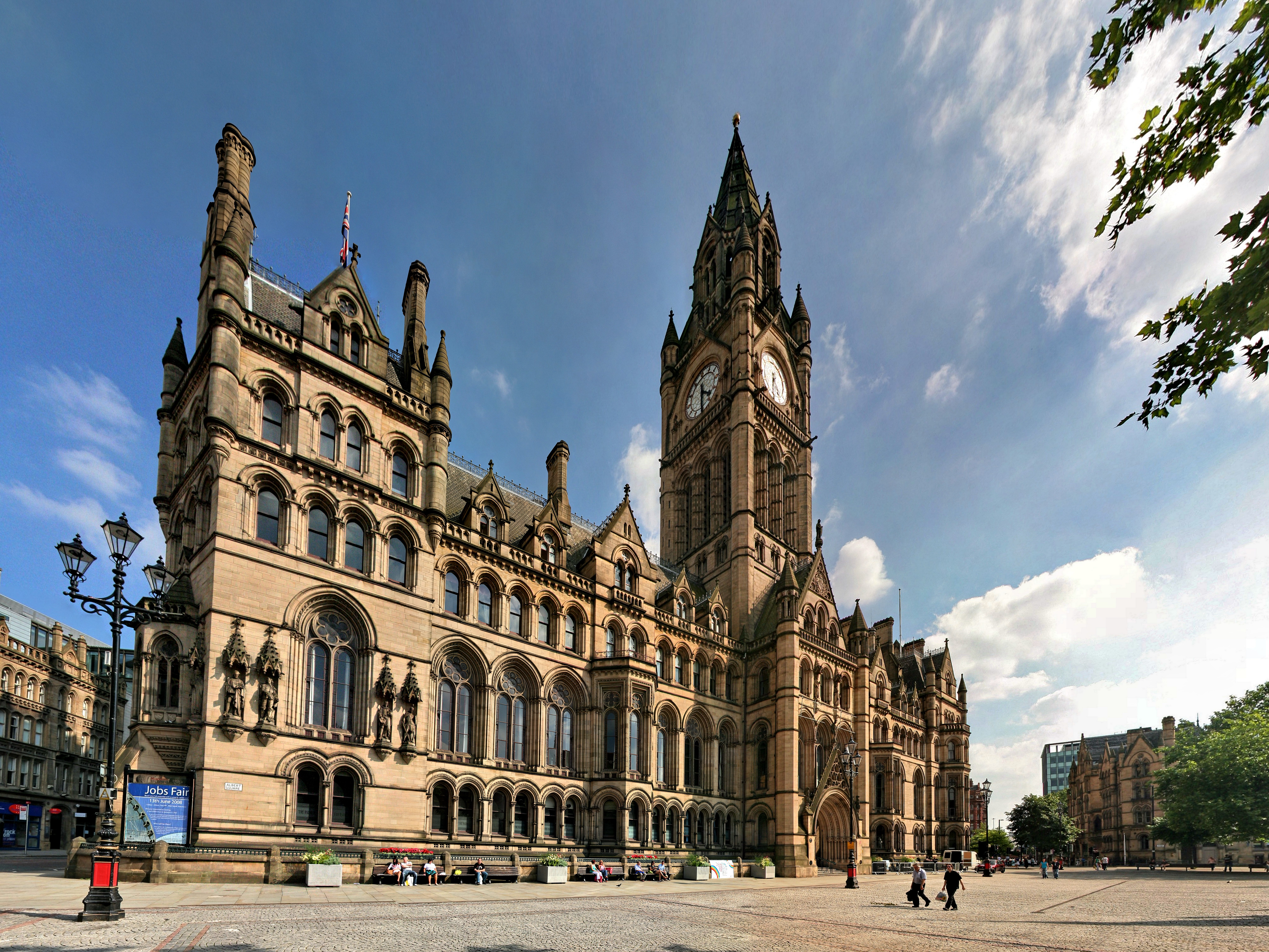
Манчестер Таун Холл
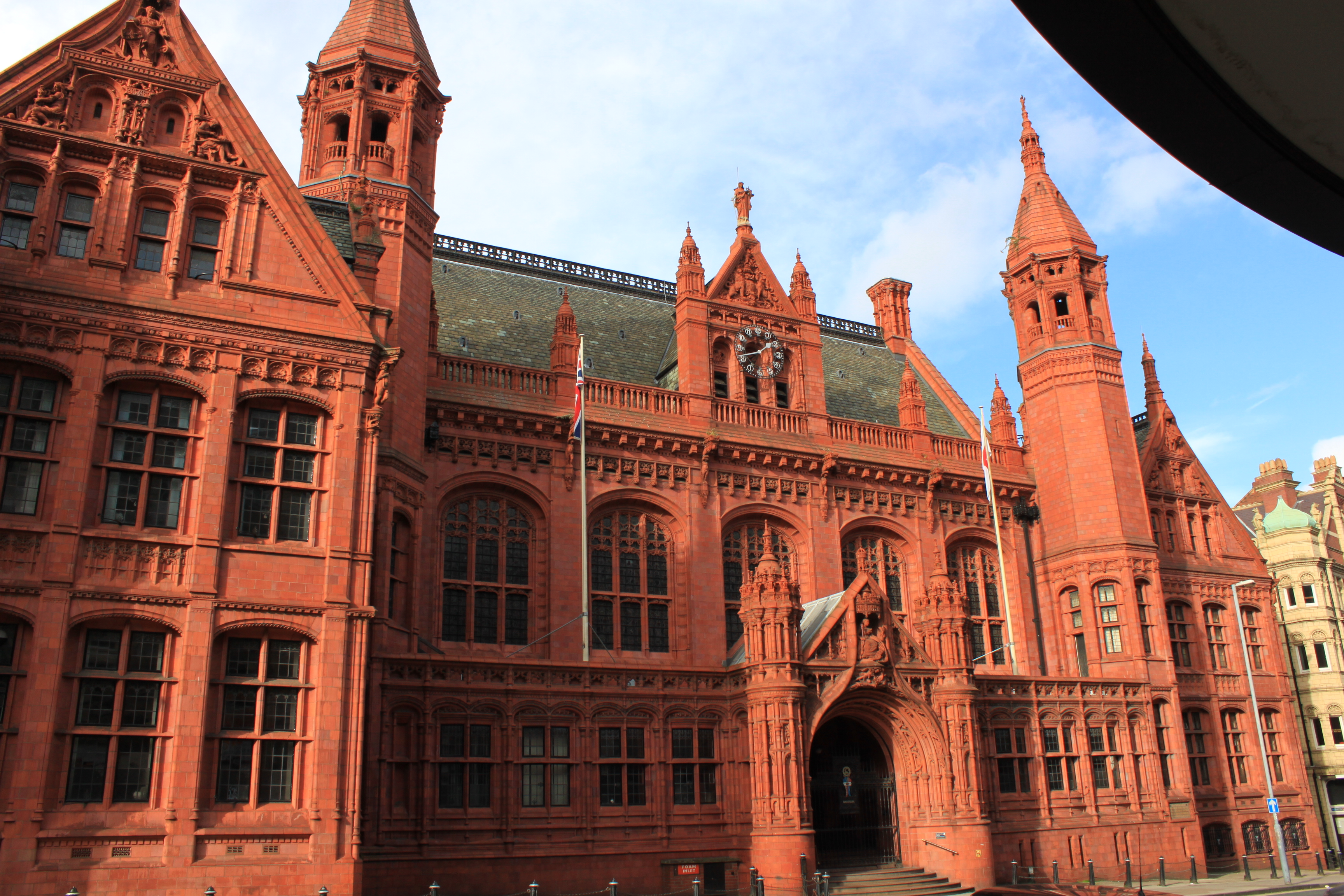
Вікторіанський Дім правосуддя, Бірмінгем
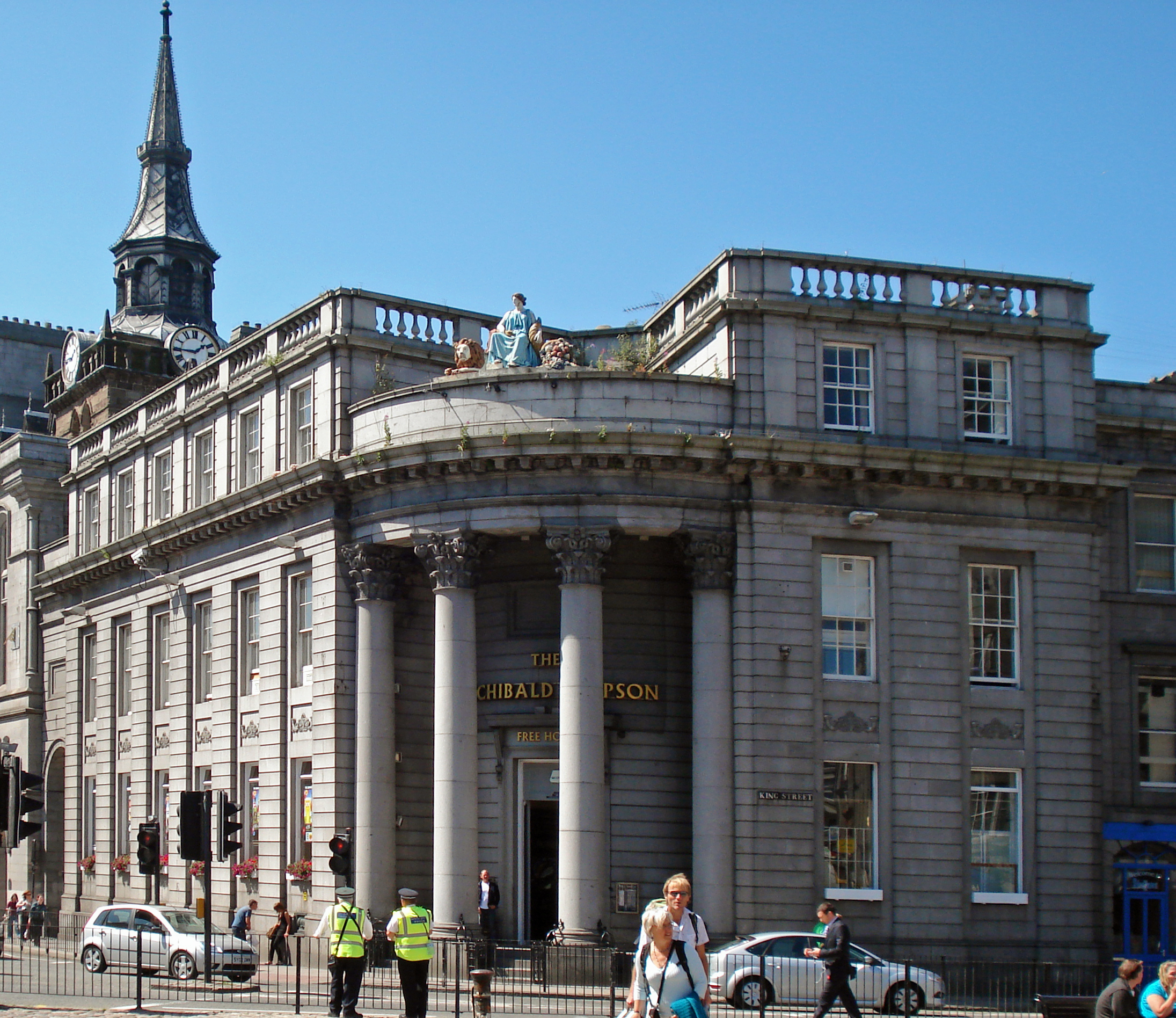
Північно-Шотландський Банк в Абердині 1839-42
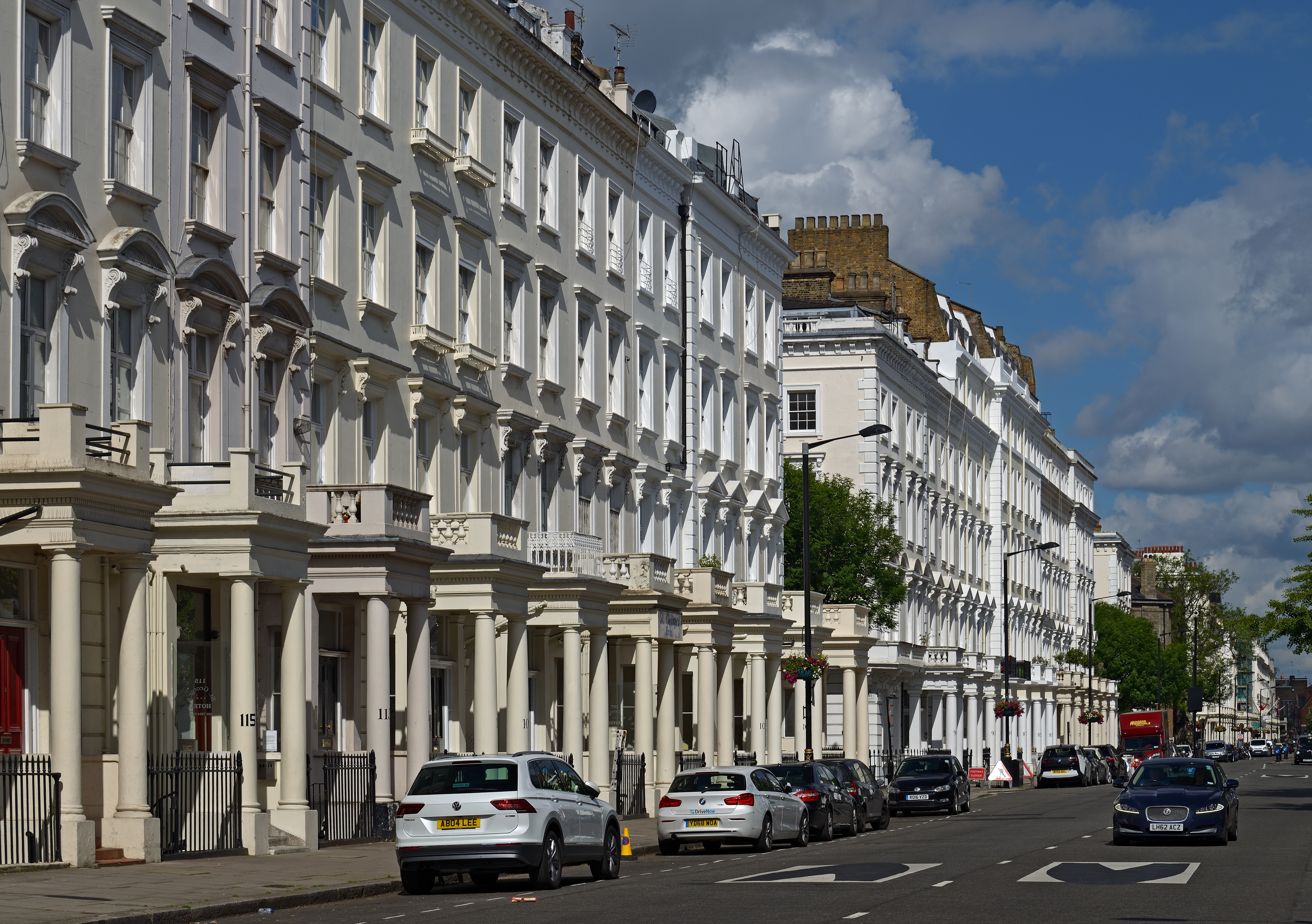
Сент-Джорджес драйв, Лондон